# Thelypteris levingei
Thelypteris levingei là một loài thực vật có mạch trong họ Thelypteridaceae. Loài này được (C.B. Clarke) Ching miêu tả khoa học đầu tiên năm 1936.